# Atletica leggera ai Giochi della XXXII Olimpiade - 5000 metri piani femminili

Video ufficiale della Finale

Ai Giochi della XXXII Olimpiade la competizione dei 5000 metri piani femminili si è svolta nei giorni 30 luglio e 2 agosto 2021 presso lo Stadio nazionale di Tokyo.

## Presenze ed assenze delle campionesse in carica
| Competizione           | Atleta             | Prestazione |             |
| ---------------------- | ------------------ | ----------- | ----------- |
| Olimpiadi 2016         | Vivian Cheruiyot   | 14'26”17    | Ritir. 2019 |
| Commonwealth 2018      | Hellen Obiri       | 15'13”11    | Presente    |
| Europei 2018           | Sifan Hassan       | 14'46”12    | Presente    |
| Asiatici 2018          | Kalkidan Gezahegne | 15'08”08    | Presente    |
| Panamericani 2019      | Laura Galván       | 15'35”47    | Presente    |
| Africani 2019          | Lilian K. Rengeruk | 15'33”63    | Presente    |
| Mondiali 2019          | Hellen Obiri       | 14'26”72    | Presente    |
|                        |                    |             |             |
| Mondiali under 20 2018 | Beatrice Chebet    | 15'30”77    | Non qual.   |

1. ↑  Di origine etiopica.

Graduatoria mondiale
In base alla classifica della Federazione mondiale, le migliori atlete iscritte alla gara erano le seguenti:
| Pos. | Atleta       | Punti | Note |
| ---- | ------------ | ----- | ---- |
| 1    | Hellen Obiri | 1449  |      |
| 2    | Sifan Hassan | 1415  |      |
| 6    | Agnes Tirop  | 1345  |      |

## La gara
Sifan Hassan prova a realizzare una tripletta unica: 1500, 5000 e 10000 metri. Il giorno più impegnativo per la mezzofondista olandese è il 2 agosto: in mattinata disputa le batterie dei 1500; in serata è prevista la finale dei 5000 (ore 21:40). Ma andiamo con ordine.

La batteria in cui è impegnata l'olandese è la più veloce: provengono da essa 10 delle 15 finaliste. Nella seconda batteria è sesta Nozomi Tanaka (Giappone) con 14'59”93. È la prima delle escluse dalla finale: il suo tempo è il più veloce di sempre per un'atleta non qualificata ad una finale mondiale.

Appena parte la finale le tre kenyote si mettono davanti al gruppo ma il ritmo non è alto: 3'00”67 ai 1000 metri, 6'00”22 ai 2000 metri, 8'59”81 ai 3000 ed 11'57”9 ai 4000. Si stacca un gruppo di sette atlete: le tre etiopi, due kenyote, la turca (di oritine kenyota) Can e la Hassan, che si mette comodamente in fondo al gruppo.

Si arriva così alla campanella dell'ultimo giro. Ai 300 m Hellen Obiri accelera improvvisamente, ma la Hassan non si fa sorprendere. Passa Gudaf Tsegay e si pone dietro la kenyota. Ai 200 metri l'olandese produce il suo finale devastante. La Obiri resiste per 100 metri, poi sul rettilineo finale si deve arrendere.
La Hassan ha percorso l'ultimo giro in 57”1 e  gli ultimi 200 m in 27”7.

## Risultati

### Batterie
I primi cinque atleti di ogni batteria (Q) e i successivi cinque atleti più veloci (q) si qualificano alla finale.

#### Batteria 1
| Posizione | Atleta                        | Nazionalità   | Tempo    | Note                                     |
| --------- | ----------------------------- | ------------- | -------- | ---------------------------------------- |
| 1         | Sifan Hassan                  | Paesi Bassi   | 14'47"89 | Q                                        |
| 2         | Agnes Tirop                   | Kenya         | 14'48"01 | Q                                        |
| 3         | Senbere Teferi                | Etiopia       | 14'48"31 | Q                                        |
| 4         | Ejgayehu Taye                 | Etiopia       | 14'48"52 | Q                                        |
| 5         | Lilian Kasait Rengeruk        | Kenya         | 14'50"92 | Q                                        |
| 6         | Yasemin Can                   | Turchia       | 14'50"92 | q                                        |
| 7         | Karissa Schweizer             | Stati Uniti   | 14'51"34 | q                                        |
| 8         | Selamawit Teferi              | Israele       | 14'53"43 | q                                        |
| 9         | Ririka Hironaka               | Giappone      | 14'55"87 | q                                        |
| 10        | Andrea Seccafien              | Canada        | 14'59"55 | q                                        |
| 11        | Laura Esther Galvan Rodriguez | Messico       | 15'00"16 | Record nazionale                         |
| 12        | Kaede Hagitani                | Giappone      | 15'04"95 | Miglior prestazione personale            |
| 13        | Jessica Judd                  | Gran Bretagna | 15'09"47 |                                          |
| 14        | Camille Buscomb               | Nuova Zelanda | 15'24"39 |                                          |
| 15        | Prisca Chesang                | Uganda        | 15'25"72 |                                          |
| 16        | Lucia Rodriguez               | Spagna        | 15'26"19 | Miglior prestazione personale            |
| 17        | Julie-Anne Staelhi            | Canada        | 15'33"39 |                                          |
| 18        | Rose Davies                   | Australia     | 15'50"07 |                                          |
| 19        | Sarah Chelangat               | Uganda        | 15'59"40 | Miglior prestazione personale stagionale |

#### Batteria 2
| Posizione | Atleta                    | Nazionalità   | Tempo    | Note                                     |
| --------- | ------------------------- | ------------- | -------- | ---------------------------------------- |
| 1         | Gudaf Tsegay              | Etiopia       | 14'55"74 | Q                                        |
| 2         | Hellen Obiri              | Kenya         | 14'55"77 | Q                                        |
| 3         | Nadia Battocletti         | Italia        | 14'55"83 | Q                                        |
| 4         | Elise Cranny              | Stati Uniti   | 14'56"14 | Q                                        |
| 5         | Karoline Bjerkeli Grovdal | Norvegia      | 14'56"82 | Q                                        |
| 6         | Nozomi Tanaka             | Giappone      | 14'59"93 | Miglior prestazione personale            |
| 7         | Rachel Schneider          | Stati Uniti   | 15'00"07 |                                          |
| 8         | Rahel Daniel              | Eritrea       | 15'05"59 |                                          |
| 9         | Amy-Eloise Markovic       | Gran Bretagna | 15'03"22 | Miglior prestazione personale            |
| 10        | Eilish McColgan           | Gran Bretagna | 15'09"68 |                                          |
| 11        | Jenny Blundell            | Australia     | 15'11"27 |                                          |
| 12        | Esther Chebet             | Uganda        | 15'11"47 |                                          |
| 13        | Dominique Scott           | Sudafrica     | 15'13"94 | Miglior prestazione personale stagionale |
| 14        | Kate van Buskirk          | Canada        | 15'14"96 |                                          |
| 15        | Isobel Batt-Doyle         | Australia     | 15'21"65 |                                          |
| 16        | Diane van Es              | Paesi Bassi   | 15'47"01 |                                          |
| 17        | Marthe Yankurije          | Ruanda        | 15'55"94 | Miglior prestazione personale stagionale |
|           | Klara Lukan               | Slovenia      |          | dnf                                      |
|           | Francine Niyonsaba        | Burundi       |          | dq                                       |

### Finale
| Record mondiale      | Letesenbet Gidey | 14'06"62 | Valencia       | 7 ottobre 2020 |
| Record olimpico      | Vivian Cheruiyot | 14'26"17 | Rio de Janeiro | 19 agosto 2016 |
| Capolista stagionale | Gudaf Tsegay     | 14'13"32 | Hengelo        | 8 giugno 2021  |

Lunedì 2 agosto, ore 19:00.
| Posizione | Nome                      | Nazionalità | Tempo    | Note                                     |
| --------- | ------------------------- | ----------- | -------- | ---------------------------------------- |
|           | Sifan Hassan              | Paesi Bassi | 14'36"79 |                                          |
|           | Hellen Obiri              | Kenya       | 14'38"36 |                                          |
|           | Gudaf Tsegay              | Etiopia     | 14'38"87 |                                          |
| 4         | Agnes Tirop               | Kenya       | 14'39"62 | Miglior prestazione personale stagionale |
| 5         | Ejgayehu Taje             | Etiopia     | 14'41"24 |                                          |
| 6         | Senbere Teferi            | Etiopia     | 14'45"11 |                                          |
| 7         | Nadia Battocletti         | Italia      | 14'46"29 | Miglior prestazione personale            |
| 8         | Yasemin Can               | Turchia     | 14'46"49 |                                          |
| 9         | Ririka Hironaka           | Giappone    | 14'52"84 | Record nazionale                         |
| 10        | Selamawit Teferi          | Israele     | 14'54"39 |                                          |
| 11        | Karissa Schweizer         | Stati Uniti | 14'55"80 |                                          |
| 12        | Lilian Kasait Rengeruk    | Kenya       | 14'55"85 |                                          |
| 13        | Elise Cranny              | Stati Uniti | 14'55"98 | Miglior prestazione personale stagionale |
| 14        | Karoline Bjerkeli Grøvdal | Norvegia    | 15'09"37 |                                          |
| 15        | Andrea Seccafien          | Canada      | 15'12"09 |                                          |